# Inoue Yoshika
Il visconte Inoue Yoshika (井上 良馨) (Kagoshima, 3 novembre 1845 – Tokyo, 22 marzo 1929) è stato un ammiraglio giapponese. Fu un ufficiale di carriera e ammiraglio della marina imperiale giapponese durante il periodo Meiji.

## Biografia
Figlio di Shichiro Inoue (井上七郎), un samurai del dominio di Satsuma, Inoue partecipò da giovane alla guerra anglo-satsuma. Gravemente ferito da una scheggia di granata alla coscia sinistra durante i combattimenti, rimase estremamente impressionato dalla potenza di fuoco della Royal Navy e dalla quantità di danni che poche navi furono in grado di infliggere a Kagoshima. Durante la convalescenza si arruolò nella marina di Satsuma e partecipò a tutti i principali impegni navali della guerra Boshin come comandante della corvetta Kasuga.
Dopo il rinnovamento Meiji e l'accorpamento delle varie marine feudali sotto il controllo del governo centrale, Inoue si arruolò come tenente nella nascente marina imperiale giapponese, prestando servizio sulla corvetta corazzata Ryūjō, salendo alla posizione di secondo in comando nel 1872 per poi tornare sul Kasuga come capitano nel 1874.
Inoue era un sostenitore di Saigō Takamori e della sua posizione favorevole ad una spedizione punitiva contro la Corea nel dibattito Seikanron. All'epoca dell'incidente di Ganghwa (1875), Inoue era capitano della cannoniera Un'yo e svolse un ruolo chiave negli eventi che portarono all'apertura della Corea al commercio estero e alle relazioni diplomatiche. Fu poi assegnato alla nuova corvetta Seiki, di cui era l'ufficiale capo dell'equipaggiamento, incaricato di supervisionarne la costruzione. La Seiki fu la prima nave da guerra giapponese di produzione nazionale.
Nonostante la sua ammirazione per Saigō e alcune preoccupazioni che potesse disertare con il Seiki, Inoue rimase fedele al governo Meiji durante la ribellione di Satsuma. Nell'ottobre del 1877 Inoue fu incaricato di effettuare con la Seiki un viaggio verso l'Europa e ritorno. La Seiki attraversò il canale di Suez, fece scalo a Costantinopoli, dove Inoue fu ricevuto in udienza dal Sultano ottomano, e infine raggiunse Londra. Il viaggio fu salutato dalla stampa estera come un'importante conquista per il Giappone.
Al suo ritorno in Giappone, Inoue capitanò una flotta di navi, tra le quali vi erano le corvette corazzate Azuma, Asama, Fusō e Kongō. Inoue fu promosso comandante nel giugno 1882 e contrammiraglio il 15 giugno 1886. Poco dopo fu nominato direttore dell'Ufficio degli Affari Navali. Il 24 maggio 1887 fu nobilitato con il titolo di danshaku (barone) nell'ambito del sistema kazoku.

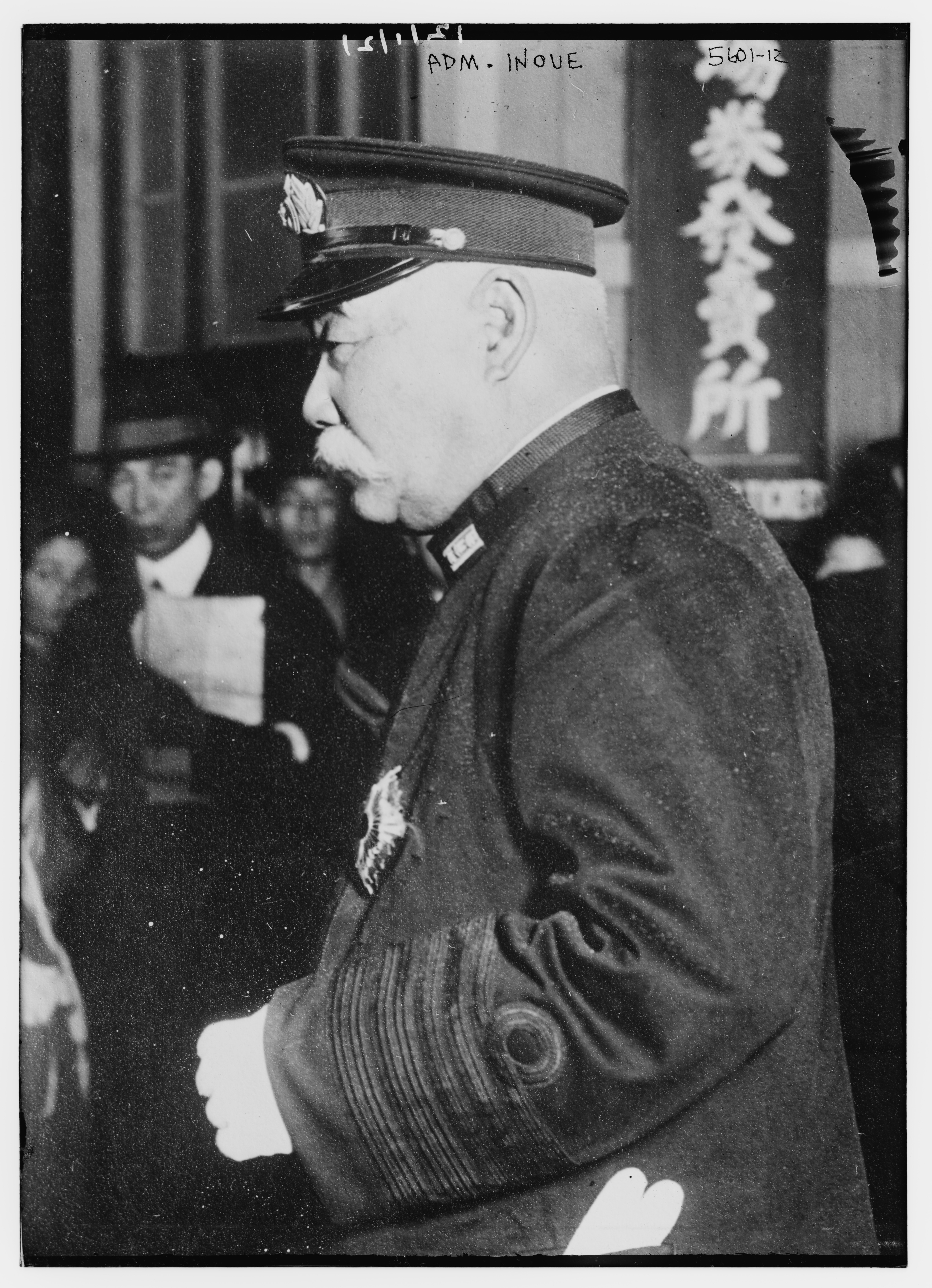
Maresciallo Ammiraglio Visconte Inoue Yoshika, 1900

Inoue divenne primo comandante dell'Accademia navale imperiale giapponese il 16 agosto 1888, comandante in capo della Flotta permanente il 29 luglio 1889 e viceammiraglio e comandante in capo del distretto navale di Sasebo il 12 dicembre 1892. Rimase a capo delle forze di riserva e quindi non vide alcun combattimento durante la prima guerra sino-giapponese del 1895. Fu comandante in capo del distretto navale di Kure dal 26 febbraio 1896 al 20 maggio 1900. Nel novembre 1900 fu insignito dell'Ordine del Sacro Tesoro di 1ª classe. Inoue fu comandante in capo del distretto navale di Yokosuka dal 20 maggio 1901 al 14 gennaio 1905. Fu promosso ammiraglio il 12 dicembre 1901. Nel novembre 1905 fu insignito del Gran Cordone dell'Ordine del Sol Levante.

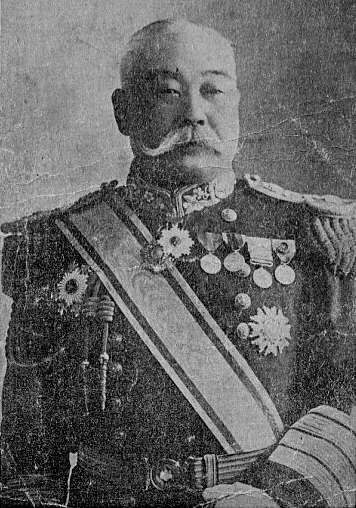
Maresciallo Ammiraglio Visconte Inoue Yoshika

Dopo la guerra russo-giapponese, Inoue fu elevato a shishaku (visconte) il 21 settembre 1907 e al grado, in gran parte cerimoniale, di maresciallo ammiraglio al momento del suo ritiro, il 31 ottobre 1911. Dopo il pensionamento Inoue continuò a esercitare un'influenza sulla politica navale e fu un forte sostenitore dell'occupazione e dell'annessione delle isole Caroline durante la prima guerra mondiale.
Inoue morì il 22 marzo 1929. È sepolto nella sua città natale, Kagoshima.

## Decorazioni
- Terza classe (Raggi d'oro con nastro da collo) dell'Ordine del Sol Levante (1885)[6]
- Medaglia commemorativa per la promulgazione della costituzione imperiale (1889)[7]
- Seconda classe (Stella d'oro e d'argento) dell'Ordine del Sacro Tesoro (1893)[8]
- Medaglia militare d'onore della prima guerra sino-giapponese (1895)[9]
- Seconda classe (Stella d'oro e d'argento) dell'Ordine del Sol Levante (1895)[10]
- Prima classe (Gran Cordone) dell'Ordine del Sacro Tesoro (1900)[11]
- Prima classe, Gran Cordone dell'Ordine del Sol Levante (1905)[12]
- Cavaliere di seconda classe dell'Ordine del Nibbio d'Oro (1906)[13]
- Medaglia militare d'onore della guerra russo-giapponese (1906)[13]
- Visconte (1907)[14]
- Maresciiallo ammiraglio (1911)[15]
- Due coppe d'oro (1915)[16]
- Medaglia militare d'onore della prima guerra mondiale (1915)[16]
- Medaglia commemorativa Taisho (1915)[17]
- Prima classe (Gran Cordone con fiori di paulonia) dell'Ordine del Sol Levante (1920)[18]
- Medaglia militare d'onore della prima guerra mondiale (1920)[18]
- Gran Cordone del Supremo Ordine del Crisantemo (1929)[19]